# Albert H. Bosch

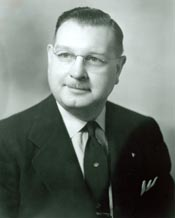
Albert H. Bosch

Albert Henry Bosch (* 30. Oktober 1908 in New York City; † 21. November 2005 in Amityville, New York) war ein US-amerikanischer Jurist und Politiker. Zwischen 1953 und 1960 vertrat er den Bundesstaat New York im US-Repräsentantenhaus.

## Werdegang
Albert Henry Bosch wurde sechs Jahre vor dem Ausbruch des Ersten Weltkrieges in New York City geboren. Er besuchte öffentliche Schulen und ging dann auf die St. John’s University School of Law, die er 1933 mit einem Bachelor of Laws abschloss. Seine Zulassung als Anwalt erhielt er 1938 und begann dann in New York City in seiner eigenen Kanzlei zu praktizieren. Bosch erhielt auch eine Zulassung für das Finanzministerium und den Obersten Gerichtshof der Vereinigten Staaten. Er war auch als Trustee für die Hamburg Savings Bank in Ridgewood tätig. Politisch gehörte er der Republikanischen Partei an.
Bei den Kongresswahlen des Jahres 1952 wurde er im fünften Wahlbezirk von New York in das US-Repräsentantenhaus in Washington, D.C. gewählt, wo er am 4. Januar 1953 die Nachfolge von Robert Tripp Ross antrat. Er wurde drei Mal in Folge wiedergewählt und war bis zu seinem Rücktritt am 31. Dezember 1960 im Kongress tätig.
Bosch wurde am 31. Dezember 1960 zum Richter am Bezirksgericht in Queens gewählt, eine Stellung, die er bis zum 1. September 1962 innehatte. Zu jener Zeit wurde er zum Richter am New York Supreme Court für den elften Gerichtsbezirk gewählt. Er bekleidete diese Stelle bis zu dem Erreichen seines Ruhestands am 31. Dezember 1974. Bosch verstarb am 21. November 2005 in Amityville und wurde dann auf dem Maple Grove Cemetery in Kew Gardens beigesetzt.